# Distinguished Service Cross (Vereinigte Staaten)
Das Distinguished Service Cross (DSC), eine Auszeichnung, die nur vom US-Präsidenten verliehen werden kann, wurde am 9. Juli 1918 vom US-amerikanischen Kongress gestiftet. General John Pershing erkannte während des Ersten Weltkrieges die Notwendigkeit einer Auszeichnung, die Tapferkeit auszeichnen, aber der Medal of Honor untergeordnet sein sollte.
Der Orden wird an Personen der US Army, die sich durch besondere Tapferkeit profiliert haben, trotzdem aber nicht die Medal of Honor verdienen, verliehen. Das Distinguished Service Cross kann sowohl an Soldaten als auch an Zivilisten, die ihren Dienst in der Armee ausüben, verliehen werden, wobei letztere nur ausgezeichnet werden, wenn sich die USA im Kriegszustand befinden. Auch Soldaten, die ihre Leistungen vor der Stiftung erbracht hatten, konnten im Nachhinein mit der Medaille geehrt werden.
Eingetragene Empfänger des Distinguished Service Cross mit mehr als 20 Jahren Dienstzeit erhalten eine 10%ige Erhöhung ihrer Ruhestandszahlungen.

## Beschreibung
- Form: Griechisches Kreuz
- Material: Bronze
- Maße: 51 Millimeter in der Höhe, 46 Millimeter in der Breite
- Eigenschaften: In der Mitte des Ordens ist ein Adler mit einer Rolle auf der FOR VALOR (Für Tapferkeit) steht
- Band(von innen nach außen): Imperiales Blau, weiße Streifen und altes Ruhmrot

## Bekannte Träger
- siehe: Träger des Distinguished Service Cross